# Membri ai Academiei Române - B
Aceasta este o listă a tuturor membrilor Academiei Române ale căror nume încep cu litera B, începând cu anul înființării Academiei Române (1866) până în prezent.
- Corneliu Baba (1906 - 1997), pictor, membru titular (1990)
- Victor Babeș (1854 - 1926), medic, bacteriolog, membru titular (1893)
- Vincențiu Babeș (1821 - 1907), publicist, jurist, om politic, membru fondator (1866)
- Emanoil Bacaloglu (1830 - 1891), fizician, chimist, matematician, membru titular (1879)
- Ion R. Baciu (1921 - 2004), medic, membru titular (1993)
- Dumitru Bagdasar (1893 - 1946), medic, ales post-mortem (1948)
- Nicolae Bagdasar (1896 - 1971), filosof, membru corespondent (1943)
- Alexandru T. Balaban (n. 1931), inginer chimist, membru titular (1990)
- Alexandru Balaci (1916 - 2002), istoric, critic literar, italienist, membru titular (1994)
- Constantin Balmuș (1898 - 1957), filolog, membru titular (1948)
- Gheorghe Balș (1868 - 1934), inginer, istoric de artă, membru titular (1923)
- Ștefan Balș-Lupu (1902 - 1994), arhitect, membru de onoare (1993)
- Axente Banciu (1875 - 1959), profesor, publicist, membru de onoare (1948)
- Mircea Desideriu Banciu (1941 - 2005), inginer chimist, membru titular (2000)
- Ion Banu (1913 - 1993), filosof, membru corespondent (1991)
- Ladislau Banyai (1907 - 1981), istoric, membru corespondent (1974)
- Eugen A. Barasch (1906 - 1987), jurist, membru corespondent (1963)
- Constantin Baraschi (1902 - 1966), sculptor, membru corespondent (1955)
- Dan Barbilian (Ion Barbu; 1895 - 1961), matematician, poet, ales post-mortem (1991)
- Eugen Barbu (1924 - 1993), scriitor, membru corespondent (1974)
- Viorel P. Barbu (n. 1941), matematician, membru titular (1993)
- Sava Popovici-Barcianu (1814 - 1879), profesor, om politic, membru corespondent (1869)
- George Barițiu (1812 - 1893), publicist, istoric, îndrumător cultural, om politic, membru fondator (1866), președinte al Academiei
- Ion Barnea (1913 - 2004), istoric, arheolog, membru de onoare (1999)
- Constantin Barozzi (1833 - 1921), general, geodez, cartograf, membru de onoare (1905)
- Jean Bart (Eugeniu P. Botez; 1874 - 1933), scriitor, membru corespondent (1922)
- Ioan A. Bassarabescu (1870 - 1952), scriitor, membru corespondent (1909)
- Mihai C. Băcescu (1908 - 1999), zoolog, oceanolog, muzeolog, membru titular (1990)
- Dan Bădărău (1893 - 1968), filosof, membru corespondent (1963)
- Eugen Bădărău (1887 - 1975), fizician, membru titular (1948)
- Victor Bădulescu (1892 - 1954), economist, membru corespondent (1945)
- Nicolae Bălan (1882 - 1955), mitropolit, membru de onoare (1920)
- Ștefan Bălan (1913 - 1991), inginer, membru titular (1963)
- Constantin Bălăceanu-Stolnici (n. 1923), medic, membru de onoare (1992)
- Dan Bălteanu (n. 1943), geograf, membru titular (2009)
- Petre Mihai Bănărescu (1921 - 2009), zoolog, biogeograf, membru titular (2000)
- Ion N. Băncilă (1901 - 2001), geolog, membru titular (1991)
- Nicolae Bănescu (1878 - 1971), istoric, membru titular (1936)
- Constantin Bănică (1942 - 1991), matematician, membru corespondent (1991)
- George S. Bărănescu (1919 - 2001), inginer, membru corespondent (1963)
- Constantin Bărbulescu (1927 - 2010), economist, membru corespondent (1993)
- Ilie Bărbulescu (1873 - 1945), lingvist, filolog, membru corespondent (1908)
- Mihai Bărbulescu (n. 1947), istoric, membru titular (2021)
- Aurel Bărglăzan (1905 - 1960), inginer, membru corespondent (1955)
- Alexandru Bârlădeanu (1911 - 1997), economist, om politic, membru titular (1955)
- Ștefan Bârsănescu (1895 - 1984), pedagog, membru corespondent (1963)
- Andrei Bârseanu (1858 - 1922), poet, folclorist, membru titular (1908)
- Aurel A. Beleș (1891 - 1976), inginer, membru titular (1963)
- Radu Beligan (1918 - 2016), actor, membru de onoare (2004)
- Grigore Alexandru Benetato (1905 - 1972), medic, fiziolog, membru titular (1955)
- Gheorghe Benga (n. 1944), medic, membru corespondent (2001)
- Gheorghe Bengescu (1848 - 1921), diplomat, publicist, membru titular (1921)
- Mihai Beniuc (1907 - 1988), scriitor, membru titular (1955)
- Stefan Berceanu (1914 - 1990), medic, dramaturg, ales post-mortem (1991)
- Dumitru Berciu (1907 - 1998), istoric, arheolog, membru de onoare (1997)
- Martin Bercovici (1902 - 1971), inginer, membru titular (1963)
- Wilhelm Georg Berger (1929 - 1993), compozitor, muzicolog, membru corespondent (1991)
- Dan Berindei (n. 1923), istoric, membru titular (1992)
- Mihai Berza (1907 - 1978), istoric, membru corespondent (1963)
- Marcu Beza (1882 - 1949), scriitor, diplomat, membru corespondent (1923)
- Ștefan Bezdechi (1888 - 1958), filolog, membru corespondent (1945)
- Ioan Bianu (1856 - 1935), filolog, membru titular (1902)
- Mircea Dragoș Biji (1913 - 1992), statistician, membru corespondent (1965)
- Emilian Birdaș (1921 - 1996), episcop, membru de onoare (1992)
- Lucian Blaga (1895 - 1961), filosof, poet, dramaturg, eseist, pedagog, membru titular (1936)
- Alexandru Boboc (1930 - 2020), filosof, membru corespondent (1991)
- Cornel Bodea (1903 - 1985), inginer chimist, membru corespondent (1963)
- Cornelia Bodea (1916 - 2010), istoric, membru titular (1992)
- Alexandru Bogdan (1941 - 2021), medic veterinar, membru corespondent (1991)
- Ioan Bogdan (1864 - 1919), istoric, filolog, membru titular (1903)
- Petru Bogdan (1873 - 1944), chimist, membru titular (1926)
- Gheorghe Bogdan-Duică (1866 - 1934), istoric literar, membru titular (1919)
- Vasile Bogrea (1881 - 1926), filolog, lingvist, membru corespondent (1920)
- Geo Bogza (1908 - 1993), scriitor, membru titular (1955)
- Zaharia Boiu (1834 - 1903), poet, publicist, membru corespondent (1877)
- Ioan Bolovan (n. 1962), istoric, membru corespondent (2018)
- Ioan Borcea (1879 - 1936), zoolog, membru corespondent (1919)
- Teodor Bordeianu (1902 - 1969), inginer agronom, pomicultor, membru titular (1963)
- Alexandru Borza (1887 - 1971), botanist, ales post-mortem (1990)
- Constantin Bosianu (1815 - 1882), jurist, om politic, membru de onoare (1879)
- Nicolae Boșcaiu (1925 - 2008), biolog, membru titular (1991)
- Demostene Botez (1893 - 1973), scriitor, publicist, membru corespondent (1963)
- Eugen C. Botezat (1871 - 1964), zoolog, membru corespondent (1913)
- Petre Botezatu (1911 - 1981), logician, membru post-mortem (2006)
- Radu Botezatu (1921 - 1988), geofizician, membru corespondent (1974)
- Nicolae Botnariuc (1915 - 2011), zoolog, biolog, membru titular (1990)
- Marcu Botzan (1913 - 2011), inginer agronom, membru titular (1993)
- Valeriu Braniște (1869 - 1928), publicist, om politic, membru de onoare (1919)
- Emilian Bratu (1904 - 1991), inginer chimist, membru titular (1974)
- Constantin Brăiloiu (1893 - 1958), etnomuzicolog, compozitor, membru corespondent (1946)
- Constantin I. Brătescu (1882 - 1945), geograf, membru corespondent (1919)
- Ioan Alexandru Brătescu-Voinești (1868 - 1946), scriitor, membru titular (1918)
- Constantin I. Brătianu (1844 - 1910), general, geodez, topograf, membru corespondent (1899)
- Gheorghe I. Brătianu (1898 - 1953), istoric, membru titular (1942)
- Ion C. Brătianu (1821 - 1891), om politic, membru de onoare (1885)
- Ion (Ionel) I. C. Brătianu (1864 - 1927), om politic, membru de onoare (1923)
- Vintilă I. C. Brătianu (1867 - 1930), om politic, economist, membru de onoare (1928)
- Grigore Brâncuș (n. 1929), lingvist, membru corespondent (2006)
- Constantin Brâncuși (1876 - 1957), sculptor, ales post-mortem (1990)
- Dimitrie Brândză (1846 - 1895), medic, naturalist, membru titular (1879)
- Pius Brânzeu (1911 - 2002), medic, membru titular (1990)
- Nicolae Breban (n. 1934), scriitor, membru corespondent (1997)
- Tiberiu Brediceanu (1877 - 1968), compozitor, folclorist, membru corespondent (1937)
- Maria Brezeanu (1924 - 2005), chimistă, membru titular (1993)
- Petru Broșteanu (1838 - 1920), publicist, membru corespondent (1889)
- Ion Emil Brückner (1912 - 1980), medic, membru titular (1974)
- Emanoil Bucuța (1887 - 1946), scriitor, bibliolog, membru corespondent (1941)
- Constantin Budeanu (1886 - 1959), inginer, membru titular (1955)
- Tudor Bugnariu (1909 - 1988), sociolog, publicist, membru corespondent (1955)
- Paul Bujor (1862 - 1952), zoolog, membru de onoare (1948)
- Augustin Bunea (1857 - 1909), istoric, membru titular (1909)
- Victor Bunea (1903 - 1995), inginer, membru de onoare (1993)
- Teodor T. Burada (1839 - 1923), folclorist, etnograf, muzicolog, membru corespondent (1887)
- Theodor Burghele (1905 - 1977), medic, membru titular (1963)
- Emil Burzo (n. 1935), fizician, membru corespondent (2003)
- Theodor Bușniță (1900 - 1977), hidrobiolog, ihtiolog, histolog, membru corespondent (1955)
- Gheorghe Buzdugan (1916 - 2012), inginer, membru titular (1990)
- Gheorghe Buzdugan (1867 - 1929), om politic, membru de onoare (1929)
- Augustin Buzura (1938 - 2017), scriitor, membru titular (1992)